# 烈火女
《烈火女》是一部衛斯理系列中的小說，由香港科幻小說作家倪匡所寫，探討在苗疆的烈火女習俗。
該書於1991年首度出版，第二版為1996年出版。

## 故事大綱
衛斯理派良辰美景到苗疆找白素和紅綾，但不見了。衛斯理和藍絲在尋找期間發現一個洞，有一個男人在懺悔，但不知是誰。後來找到了良辰美景，衛斯理和良辰美景討論紅綾的背景，紅綾冒出來。他們一起到藍家峒，發現白素走了，後來經過一番波折，找到了白素，並從蠱苗首領猛哥，知道藍絲的母親是陳二小姐，也發現那個懺悔的男人是何先達，是藍絲的父親，並了解到所謂烈火女，是地球人穿上外星人會發光的衣服造成的。

## 詮釋
1. ↑  《烈火女》（明窗出版社，2002年）

| 前任者： 075 圈套 | 衛斯理系列（按編號） 076 烈火女                      | 繼任者： 077 大秘密 |
| 前任者： 圈套     | 衛斯理系列（按連載時序） 1991年4月29日至1991年8月9日 | 繼任者： 大秘密     |